# Doyles River
Doyles River är ett vattendrag i Australien. Det ligger i delstaten New South Wales, i den sydöstra delen av landet, omkring 280 kilometer norr om delstatshuvudstaden Sydney.
I omgivningarna runt Doyles River växer huvudsakligen savannskog. Runt Doyles River är det glesbefolkat, med 17 invånare per kvadratkilometer. Genomsnittlig årsnederbörd är 1 788 millimeter. Den regnigaste månaden är februari, med i genomsnitt 357 mm nederbörd, och den torraste är oktober, med 34 mm nederbörd.